# 杨侃 (1916年)
杨侃（1916年6月21日—1993年6月7日），云南省凤庆县人，中华人民共和国政治人物。

## 生平
杨侃于1945年加入中国共产党，早期负责领导共产党在昆明地区中等学校的工作，1949年进入滇西北“边纵”七支队工作。1950年3月，受保山边防军区暨保山公署委派，进入德宏地区开拓民族工作，任潞西监盘员。因潞西县首任县长方克胜出走缅甸未归，1950年5月，保山公署委任杨侃代理潞西县人民政府县长。1950年11月，调任瑞丽工作团团长。1951年8月，成立中国共产党瑞丽县工作委员会，杨侃任书记:160-161。文化大革命结束后，任德宏州教育局副局长，1980年离休返回昆明，1993年6月7日因病逝世。